# Melanotaenia catherinae
Melanotaenia catherinae é uma espécie de peixe da família Melanotaeniidae.
É endémica Nova Guiné Ocidental na Indonésia.